# Domovoj
Domovoj je bio kućni duh u mitologiji Istočnih Slavena. 
Domovoj je nastao od riječi dom. Bio je malo božanstvo i duh kuće. Često je nazivan djed ili gospodar kuće, Domovik, Djeduška, Starik, Khoromozitel. 
U srednjovjekovnoj Poljskoj zvali su ih i ubozi (priča iz 15. st). U legendama se pojavljuje u liku malog dlakavog starca, ponekad ima rep i rogove. Mogao je uzeti lik mačke, psa, krave, a rjeđe u zmije i žabe. 
Brine se o blagodati kuće, posebno o stoci što ga povezuje s bogom Velesom. Često se u kući mogao čuti Domovojev glas koji je zvučao kao jecaj, inače je bio blag i umirijuć. Domavoja je bilo teško pronaći u kućama, najviše se nalazio na tavanu, najčešće u napuštenim kućama.  Opasno je bilo da ga ukućani vide. Raznim znakovima nagovještava nedaće i smrt. Njegova družica Domovika boravi u podrumu. 
Prema legendi (u kojoj možda ima utjecaja kršćanstva) o porijeklu Domovoja koju navodi Mike Dickson Kennedy, u svojoj Enciklopedija ruskih i slovenskih mitova i legendi, dok je stvoritelj (Svarog) stvarao nebo i zemlju, neka bića su se pobunila protiv njega pa ih je protjerao na zemlju gdje su se udomaćili i postali kućna božanstva Domovoji ili Domaći.

## Ivana Brlić-Mažuranić
U bajci Ivane Brlić-Mažuranić Šuma Striborova spominju se mali patuljci Domaći kao dobra bića koja su bila spremna pomoći. Najpoznatiji među njima je Malik Tintilinić.